# Silent Hill (патинко)
Silent Hill (яп. サイレントヒル Сайрэнто Хиру, рус. Са́йлент Хилл, дословно «Тихий Холм») — компьютерная игра для игровых автоматов патинко, разработанная Takasago. Издателем выступила Konami, игра вышла в октябре 2015 года только на территории Японии.

## Разработка
23 июля 2015 года Takasago на своём YouTube-канале опубликовала тизер-трейлер под названием «FINAL3.0», демонстрирующий Пирамидоголового и надпись «Coming Soon» (рус. Скоро) без упоминания названия игры.
Официальный анонс состоялся на выставке gamescom. 4 августа 2015 года на том же канале был опубликован полноценный трейлер игры Silent Hill для автоматов патинко. Стало известно, что она будет основана на предыдущей из одноимённой серии игре Silent Hill 2 и выйдет в октябре 2015 года исключительно в Японии.

## Отзывы
Анонс игры был воспринят крайне негативно. Kotaku сообщила, что «новый Silent Hill разобьёт вам сердце», а портал Geek.com посчитал, что «Konami теперь ненавидит видеоигры, и поэтому вместо Silent Hills выходит эта игра». Журнал «Игромания» дал понять, что издатель уволил столько «ненужных» сотрудников, «что нормальные игры делать уже некому».